# 몽파르나스역

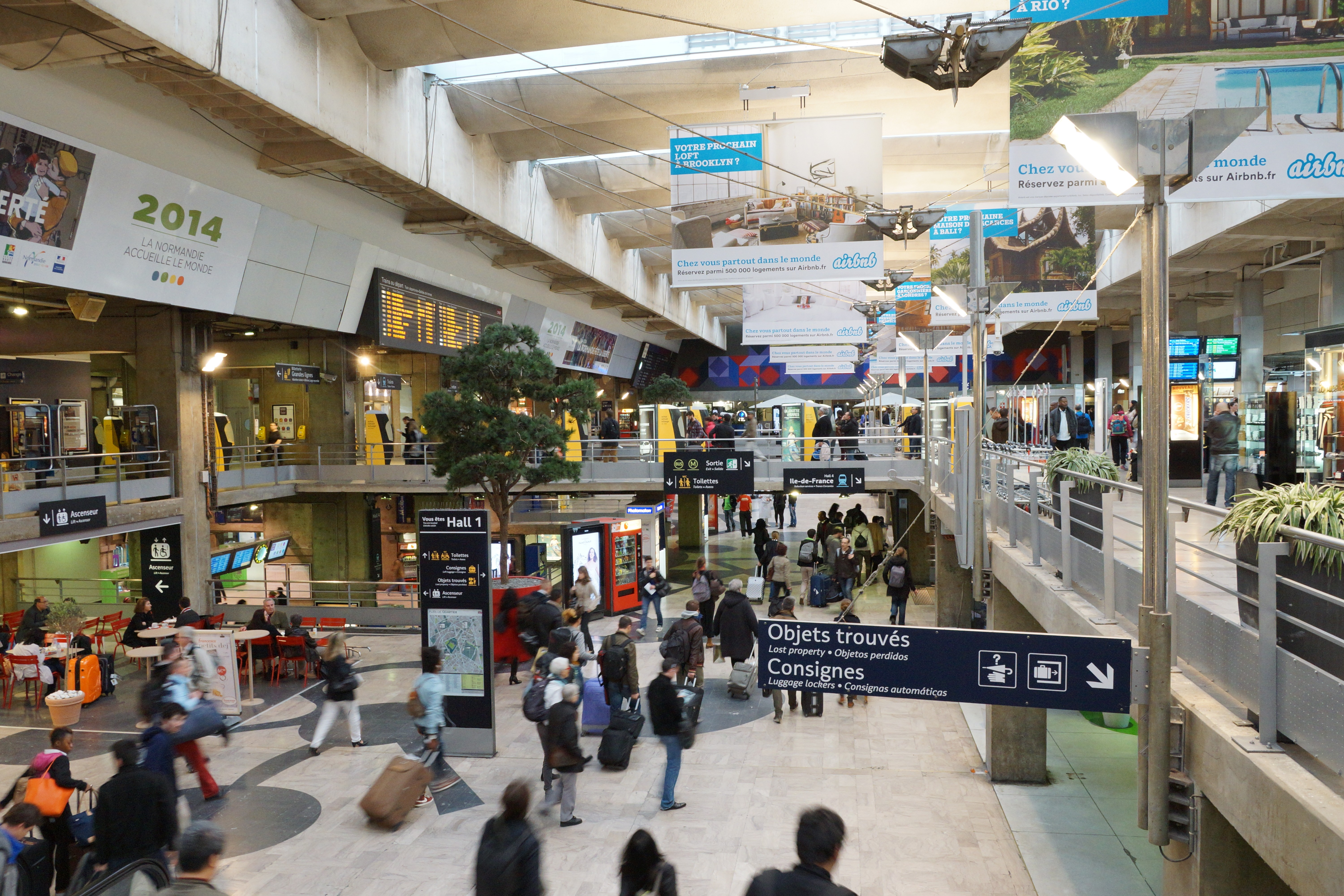

몽파르나스역(Gare Montparnasse, 프랑스어 발음: [ɡaʁ mɔ̃paʁnas]), 공식적으로는 파리 몽파르나스(Paris Montparnasse)는 파리의 7개 대형 철도 종착역 중 하나이며 파리 14구와 파리 15구에 위치해 있다.
1840년에 개통된 이 역은 1852년에 재건축되었으며, 1969년에 원래 위치 바로 남쪽에 새로운 역으로 이전되었으며, 그 후 유명한 몽파르나스 타워가 건설되었다. 몽파르나스 지역의 중심 요소이다. 원래 역은 1895년에 증기 기관차가 역을 통과한 몽파르나스 탈선 사고로 유명하다. 이 사건은 널리 알려진 사진에 포착되어 여러 위치에서 실물 크기로 재현되었다.
이 역에서는 투르(Tours), 보르도(Bordeaux), 렌 (프랑스)(Rennes), 낭트(Nantes)를 포함한 프랑스 서부와 남서부의 도시 간 TGV 열차와 트란실리앙 파리(Transilien Paris) – 몽파르나스(Montparnasse) 노선의 교외 및 지역 서비스를 제공한다. 지하철역도 있다. 몽파르나스역은 RER 시스템에 직접 연결되지 않은 파리의 유일한 간선 종착역이지만, 몽파르나스 간선은 베르사유 샹티에(Versailles-Chantiers)의 RER 및 마시 팔레조(Massy Palaiseau)의 LGV 아틀랑티크(LGV Atlantique)와 연결되어 있다.

## 같이 보기
- 리옹역
- 파리 북역
- 조르주 멜리에스